# Siglo IV
El siglo IV d. C. (siglo cuarto después de Cristo) o siglo IV e. c. (siglo cuarto de la era común) comenzó el 1 de enero de 301 y terminó el 31 de diciembre de 400. El devenir de Occidente durante la primera parte del siglo fue conducido por Constantino el Grande, que fue el primer emperador romano en convertirse al cristianismo. También recuperó la unidad del imperio. Se destacó por restablecer una sola capital imperial, eligiendo el emplazamiento de la antigua Bizancio en el año 330 (desechando las capitales contemporáneas, que habían sido establecidas por las reformas de Diocleciano en Milán para el Oeste, y Nicomedia para el este) para construir la nueva capital, pronto llamada Nova Roma (Nueva Roma); más tarde fue renombrada Constantinopla en su honor. Es llamado el «siglo de los Padres de la Iglesia».

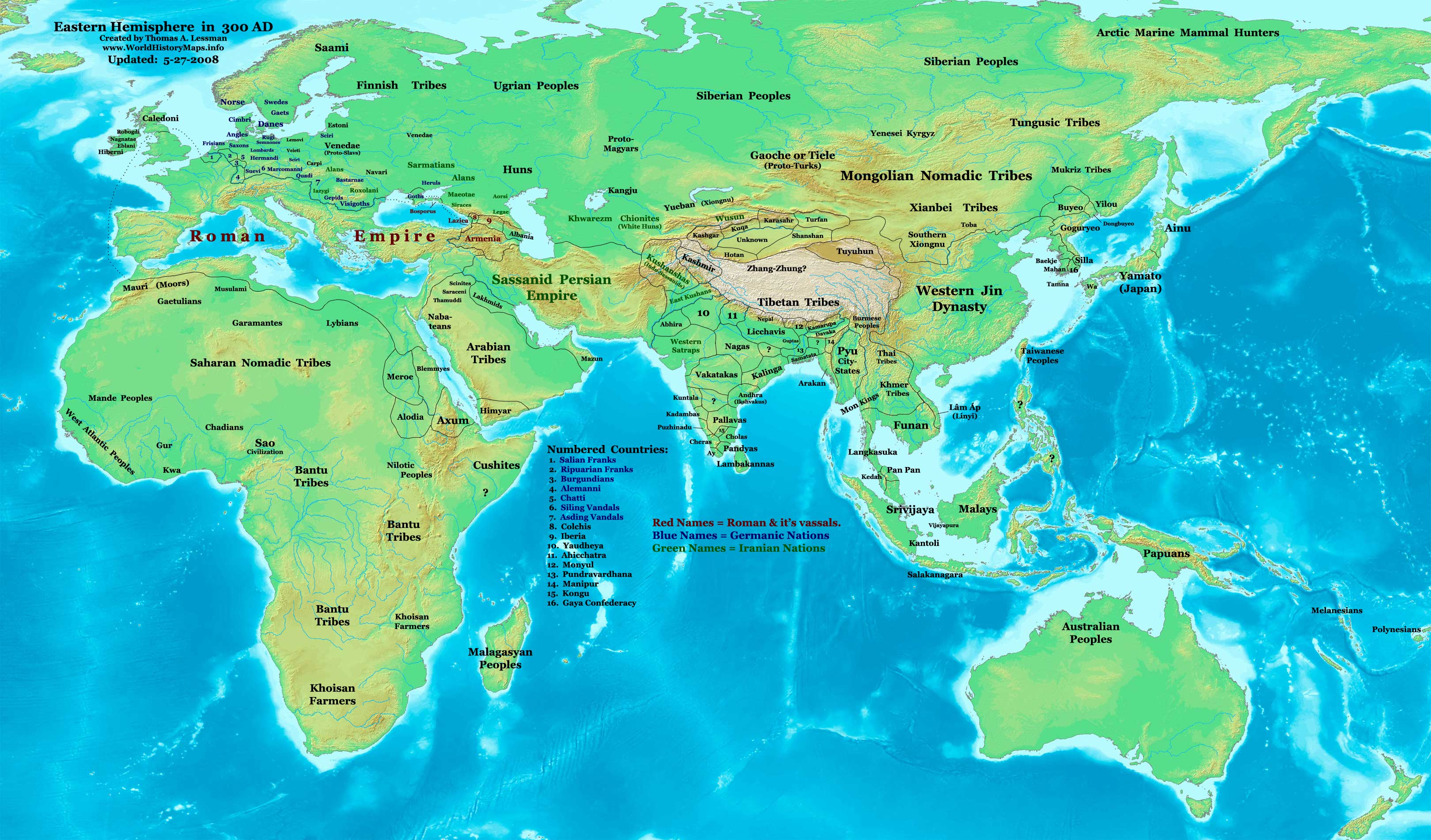
Mapa mundial (excepto América) en torno al año 300.

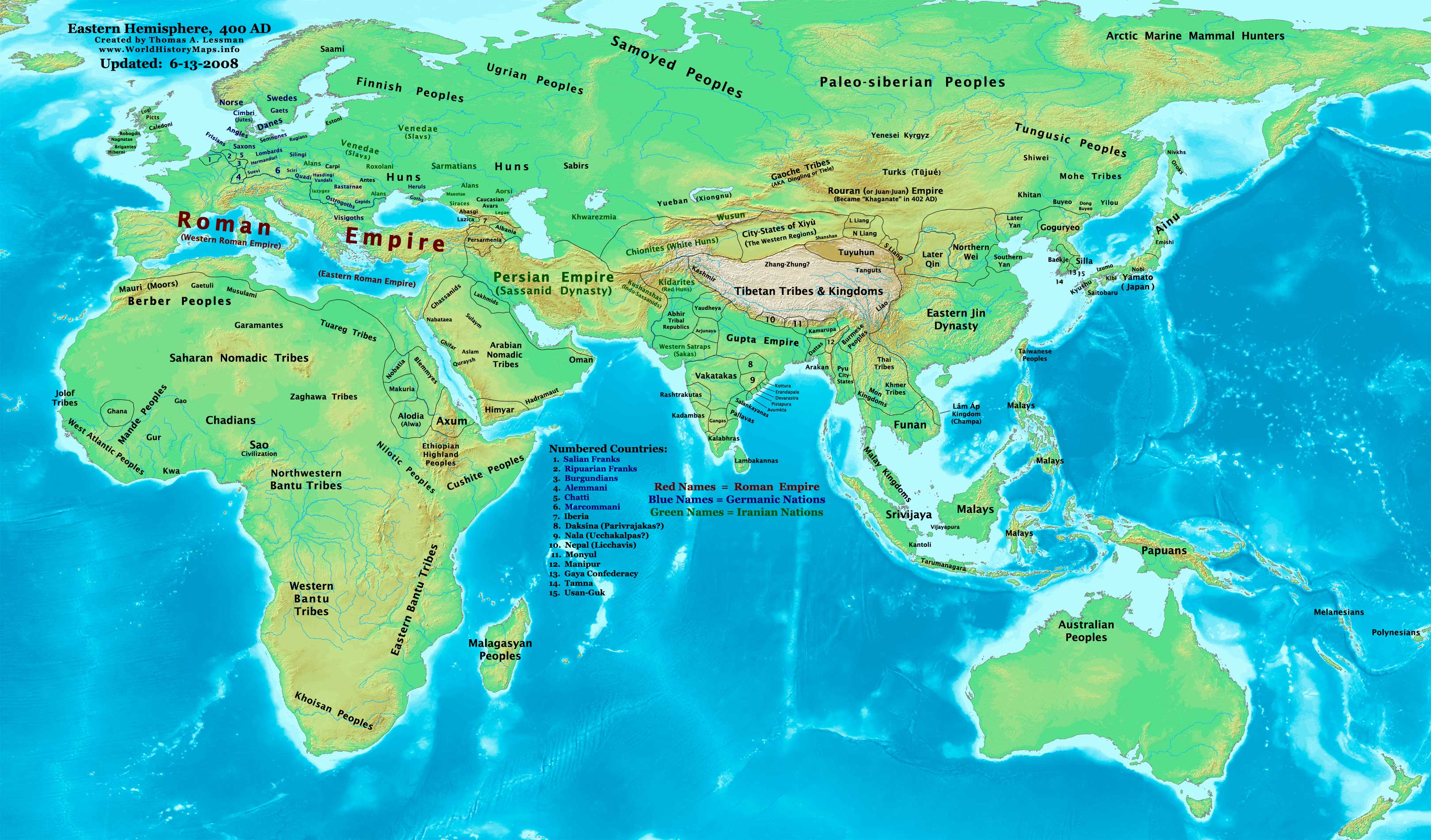
Mapa mundial (excepto América) en torno al año 400.

Siglo en que se tolera el cristianismo (313) y más tarde se prohíben las otras religiones y se oficializa el cristianismo (380). En este siglo  continúa la construcción de grandes obras monumentales romanas como el Arco de Constantino (conservado magníficamente) y la grandiosa basílica de Majencio (conservada parcialmente). Empieza por otra parte un nuevo fenómeno arquitectónico que dará una impronta definitiva a la ciudad, eso es la transformación tanto de casas privadas de cristianos como de basílicas romanas en iglesias cristianas. Por otra parte, el arte romano irá lentamente incorporando elementos cristianos o bien se fusionan como puede apreciarse en obras conservadas en los museos: así los pequeños dioses que acompañan Baco se van transformando en angelillos, los dioses del averno  en demonios, los dioses mismos en arcángeles, etc. 
Muchos mitos romanos y aún los de otras religiones son absorbidos por el cristianismo y a veces transformados en dogmas. El politeísmo se mantiene disfrazado en santerías, el mito de la madre que debe ser virgen para parir dioses o semidioses es el mismo, el horror del infierno cristiano ya estaba en Virgilio. El alma romana cambiará y aunque las causas son muchas el cristianismo es una de las principales.
Filosofías como la aristotélica, la estoica y la epicúrea desaperecerán de la cultura occidental por siglos. La más dramáticamente opuesta a la sensibilidad cristiana es el epicureísmo: Epicuro, filósofo griego del IV siglo a. C. afirmaba que no existe un Dios providencial, que no hay Más Allá y que la vida debe gozarse siendo el único principio y fin de la vida el placer entendido principalmente como ausencia de dolor. En este siglo habrá 23 emperadores, incluidos los simultáneos: 9 fueron asesinados, 3 murieron en batalla (incluso Majencia, ahogado), 2 o 3 suicidas, algunos por fiebres o enfermedades sospechosas, y 4 por muerte natural (Constantino, Teodosio, Arcadio y Onorio). El siglo anterior había terminado con un imperio gobernado por 4 augustos, pero en el año 305 dos de ellos, Diocleciano y Maximiano, renuncian. A la renuncia de Diocleciano (quien, además, rechazaría una segunda coronación años después) quedan en plaza Constantino y Massensio (Majencio) y se produce una guerra entre ellos con la victoria de Constantino entre el Puente Milvio y una zona llamada Saxa Rubra. 
Constantino, que sería llamado el Grande, simpatizó con los cristianos por influencia de su hija Constanza quien era cristiana y en la batalla decisiva este emperador llevó la cruz como insignia. Pero Constantino pasa a la historia por varios otros motivos: trasladó la capital del imperio a Bizancio, una antigua colonia griega, que cambia su nombre por Constantinopla (la actual Estambul) y por lo tanto Roma pasa a ser solo una ciudad importante; representa el apogeo del absolutismo divino formalizado por la solemnidad del ceremonial y del vestuario y concretado con medidas tales como la reducción de los Senados de Roma y de Constantinopla a simples consejos municipales; dividió el imperio en 4 prefecturas y varias diócesis y provincias, designando la ciudad de Milán como capital de Italia con lo que Roma disminuye aún más su estatus; organizó un Consejo de la Corona con varios ministros (justicia, cancillería, cuestiones religiosas, finanzas, tesorería) para aumentar la concentración del poder en sus manos; y, finalmente, lo más importante, autorizó el libre ejercicio de la religión cristiana (edicto de Milán, año 313) con lo cual se inicia el irrefrenable poder de la iglesia y los cristianos, en breve, pasan de perseguidos a perseguidores (fot. Maqueta de Roma en esta época).
A su muerte le sucede el hijo, Constancio II, cristiano, quien impone el arrianismo (doctrina según la cual Cristo es distinto al Padre aunque ambos tienen una sustancia semejante porque Cristo es “creado” y Dios siempre ha “sido”) lo que conlleva algunos problemas para la doctrina del incipiente cristianismo como, por ejemplo, la designación de un papa de tal doctrina que posteriormente sería descalificado y declarado antipapa, situación esta de los antipapas que se repetiría mucho a lo largo de la historia de la iglesia. El emperador siguiente es Juliano, llamado el apóstata, por privar de algunos privilegios a los cristianos. Pero todos estos emperadores y los  otros en este siglo IV, han de vérselas  no solo con problemas internos, sino con grandes guerras en las fronteras presionadas por Godos. Algunos de estos pueblos son empujados por otros que vienen del Asia, como los hunos. Otros parecen conocer la debilidad del Imperio y aspiran a independizarse y terminar su situación de pueblos de frontera. El emperador siguiente, Teodosio, pasa a la historia por unas decisiones que cambiarán la cultura occidental: el año 380 prohíbe el arrianismo y en el 391 declara que la religión oficial del imperio será el cristianismo católico y se prohíben todos los otros cultos “paganos”. Desde este momento la religión cristiana ejercerá su poderosa influencia en todos los sucesos políticos y culturales de Roma, Italia, Europa y, más adelante, de buena parte del mundo. A la muerte de Teodosio, el año 395, el imperio se divide formal y definitivamente entre sus hijos Arcadio, quien recibe el de oriente siendo Constantinopla la capital, y Honorio quien recibe el de occidente pero traslada la capital a Ravenna también en el norte de Italia: el Imperio Romano se ha terminado. Ahora tenemos dos imperios, el Imperio Romano de Occidente (capital Ravenna) que durará apenas un siglo y el Imperio Romano de Oriente (capital Constantinopla) que, en cambio, durará 10 siglos. Roma es solo la sede del obispo de Occidente.
El cristianismo, que desde este siglo IV será parte y esencia de la Urbe, realiza dos importantes Concilios: el de Nicea y el de Éfeso. En el primero, entre otros temas, se proclama la igualdad de los 4 patriarcados: Antioquía, Alejandría, Jerusalén y Roma tema que será siempre de controversia en la historia de la Iglesia. El otro, fundamental para los dogmas, es el problema de la sustancia de Cristo que viene a considerarse divina. Hay importantes ideólogos como Jerónimo, quien tradujo la Biblia al latín, Ambrosio, obispo de Milán, y Agustín, autor de libros de gran sensibilidad como Confesiones, el más íntimo, y La Ciudad de Dios. Se construyen iglesias. Hay 10 papas, con 2 mártires, y 2 antipapas en este siglo IV. Algunos mártires y hombres ilustres empezarán a ser declarados beatos o bien santos: el proceso de beatificación es  correspondiente a la divinización en época romana, como Rómulo, un hijo del emperador Majencio cuyo templo del 309 d. C. está en el Foro Romano. Rómulo murió muy joven afectando gravemente al padre, quien perdería la gran batalla ante Constantino poco tiempo después.

## Acontecimientos relevantes

### Guerras y política
- Comienza el periodo clásico de la civilización maya en Mesoamérica (que concluirá a mediados del siglo X). Este periodo se caracterizó por la importancia de las clases sacerdotal y guerrera en el gobierno y por la fuerte vinculación cultural entre las ciudades Estado, aunque en ocasiones entraban en guerra unas con otras. Dos de los adelantos más importantes en estos años fueron el calendario y la escritura jeroglífica. Los caracteres de la escritura maya consisten en inscripciones integradas en planos cuadrados o rectangulares con un elemento principal y otros que lo complementan.[1]
- A comienzos de este siglo san Frumencio convierte el reino de Aksum (norte de Etiopía) al cristianismo copto y traduce la Biblia al etíope clásico.[1]
- 305 al 312: La sucesión imperial y la complejidad de la tetrarquía provoca un periodo de enfrentamientos bélicos que termina en 312 cuando Constantino (hijo de Constancio) queda dueño de la parte occidental del Imperio y Licinio, de la parte occidental.[1]
- 306-337: Constantino I el Grande, finaliza la persecución de los cristianos y establece Bizancio como nueva capital del imperio.
- 312: se produce la batalla del Puente Milvio donde el emperador Constantino derrota a Majencio y establece el fin de la tetrarquía.
- 350: los hunos invaden el Imperio sasánida.
- 376: los visigodos cruzan el Danubio adentrándose en territorio del Imperio romano ante la presión de los hunos.
- 378: en la batalla de Adrianópolis el emperador Valente es derrotado y asesinado, esta batalla cambió la estrategia de batalla romana.
- 395: muere Teodosio I el Grande y divide el Imperio romano entre sus dos hijos, Honorio y Arcadio.

### Religión
- 301: Armenia es la primera nación en la historia en adoptar el cristianismo como religión oficial.
- 313: el Edicto de Milán, también llamado Edicto de tolerancia, promulgado por Constantino I, da fin a las persecuciones contra los cristianos en el Imperio romano.
- 325: Constantino I llama al Primer Concilio de Nicea para establecer la nueva religión del imperio y reunificar a la Iglesia católica.
- 366 al 384: Periodo del pontificado de Dámaso I. Convirtió el latín en la lengua litúrgica de la Iglesia y obtuvo del Estado la jurisdicción sobre el clero.[1]
- 380: el Edicto de Tesalónica, también llamado Edicto de oficialidad, promulgado por Teodosio I establece el cristianismo como religión oficial del Imperio.
- 381: se celebra el Primer Concilio de Constantinopla por Teodosio I donde se condenó el arrianismo y el macedonianismo.
- 388: en la actual España, el obispo godo Ulfilas convierte a los visigodos al arrianismo. En 589, el rey visigodo de la ciudad de Toledo, Recaredo I (hijo de Leovigildo, acérrimo seguidor del arrianismo) los convertirá definitivamente al catolicismo.

### Cultura
- 312: en Roma se construye el Arco de Constantino para conmemorar su victoria sobre Majencio.
- En Roma se construye Mausoleo de Santa Constanza.
- En el norte de la India, Vatsiaiana escribe el Kama-sutra.

## Personajes relevantes

### Política

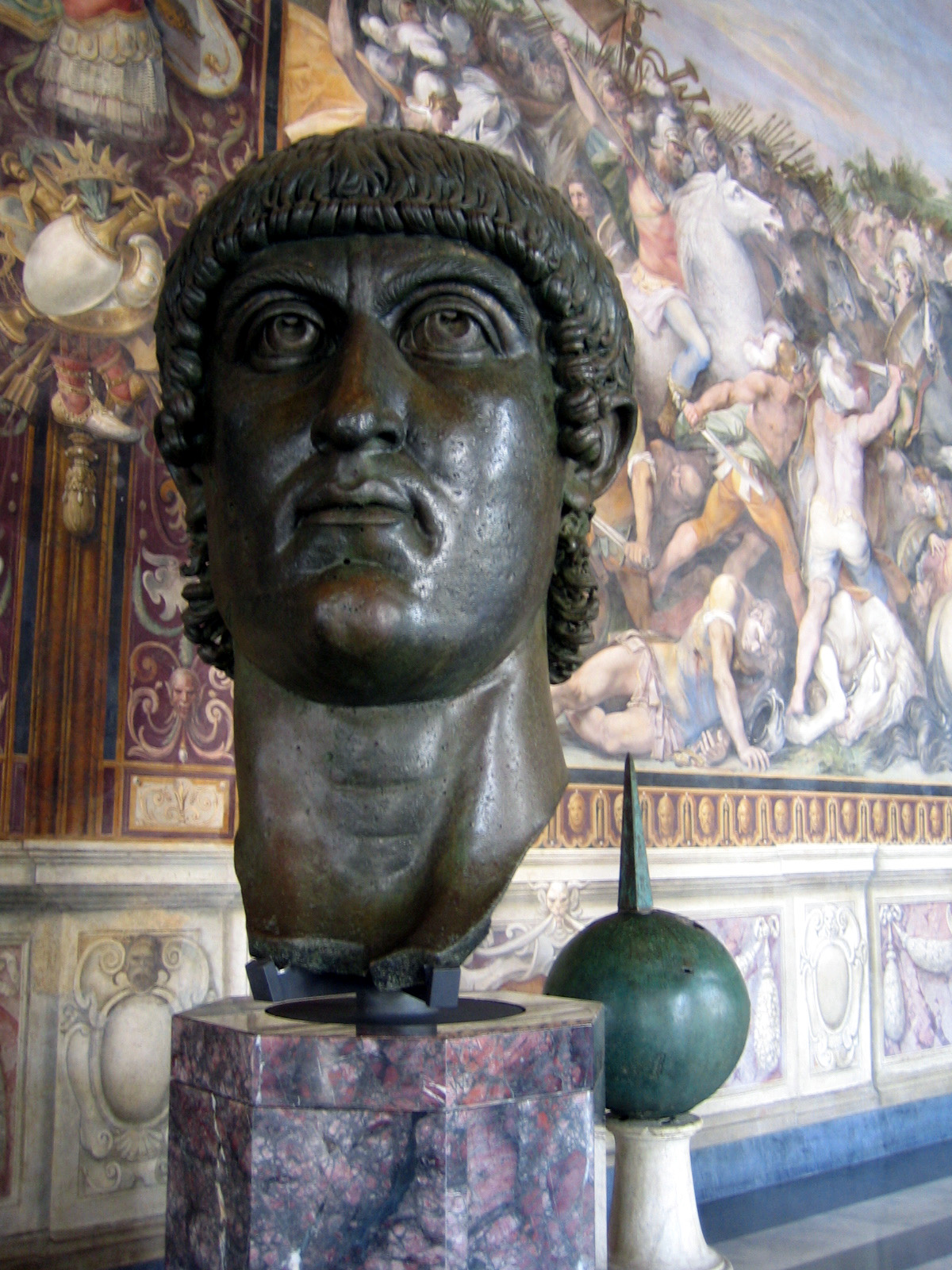
Constantino I el Grande.

- Alarico I (370-410): rey visigodo que llevó a cabo el saqueo de Roma del 410
- Arbogastes (f. 394): militar romano de origen bárbaro que ejerció de magister militum de Valentiniano I
- Chandragupta I (319-335): rey de la dinastía Gupta
- Constancio II (317-361): emperador romano, hijo de Constantino el Grande
- Constancio Cloro (250-306): emperador romano y padre de Constantino el Grande
- Constantino I el Grande (272-337): emperador romano, considerado el primer emperador romano cristiano
- Estilicón (359-408): militar romano de origen bárbaro
- Eugenio (ca. 345-394): emperador usurpador romano
- Fritigerno (f. 380): rey de los visigodos, conocido por derrotar al emperador Valente en la batalla de Adrianópolis
- Graciano el Joven (359-383): emperador romano, conocido por ser el primero en rechazar los atributos paganos de su cargo
- Juliano II (332-363): emperador romano, conocido como Juliano «el Apóstata»
- Magnencio (303-353): emperador usurpador romano
- Magno Clemente Máximo (355/340-388): emperador usurpador romano
- Majencio (ca. 278-312): emperador romano
- Sapor II (309-379): gobernante del Imperio sasánida
- Teodosio I el Grande (347-395): emperador romano, instauró el cristiano como religión oficial del Imperio romano y a su muerte lo dividió entre sus dos hijos
- Valente (328-378): emperador romano
- Valentiniano I (321-375): emperador romano
- Valentiniano II (371-392): emperador romano

### Filosofía y literatura
- Amiano Marcelino (ca. 330-ca. 395/400): historiador romano
- Ausonio (310-395): poeta y rétor romano
- Avieno (¿?): autor de la obra Ora maritima
- Claudio Claudiano (370-405): poeta romano
- Eusebio de Cesarea (ca. 263-339): obispo de Cesarea y autor de la Historia eclesiástica
- Faltonia Betitia Proba (ca. 306/315-ca. 353/366): poetisa romana
- Guo Pu (276-324): escritor chino
- Jámblico (245/246/250-320): filósofo griego, seguidor del neoplatonismo
- Kumarajiva (344-413): traductor y escritor hinduista indio
- Lactancio (ca. 245-ca. 325): escritor y apologeta latino de origen africano
- Temistio (ca. 317-ca. 388): filósofo y político romano de origen griego
- Ulfilas (310-388): obispo y traductor de origen godo

### Religión
- Acisclo (f. 313): mártir y santo hispanorromano
- Ambrosio de Milán (340-397): teólogo y arzobispo de Milán
- Arrio (250/256-336): religioso cuyas doctrinas inspiraron el arrianismo
- Basilio Magno (330-379): santo y obispo de Cesarea
- Fa Xian (337-422): peregrino y monje budista de origen chino
- Gregorio Nacianceno (329-389): teólogo y arzobispo de Constantinopla
- Helena: emperatriz romana, madre de Constantino el Grande y santa
- Jerónimo de Estridón (ca. 340-420): santo y traductor, considerado uno de los Padres de la Iglesia
- Juan Crisóstomo (347-407): patriarca de Constantinopla y considerado como uno de los Padres de la Iglesia
- Leocadia de Toledo (f. 303/305): virgen y mártir hispanorromana
- Martín de Tours (316-397): obispo, patrón y santo galorromano
- Nicolás de Bari (ca. 270-ca. 350): obispo y santo
- Osio de Córdoba (256-357): obispo de Córdoba y consejero del emperador Constantino I el Grande
- Prisciliano (ca. 340-385): obispo hispanorromano, precursor de la herejía del priscilianismo